# 北条宗長
北条 宗長（ほうじょう むねなが）は、鎌倉時代中期の武将。北条氏の一門。名越流・北条長頼（ながより）の子（北条時長の孫）。最初の通称である備前二郎は父長頼が備前守であったことに由来し、これを根拠に宗長は長頼の次男と考えられる。後に宗長が備前守を踏襲し、備前守を通称とした。
能登国、安芸国、豊前国の3カ国の守護を兼任しており、幕府内における地位は高かったと考えられている。